# ハイゲイト吸血鬼
ハイゲイト吸血鬼（ハイゲイトきゅうけつき、英語:Highgate Vampire）は、ロンドンのハイゲイト墓地での超自然現象と考えられた報告の、メディアによる悪のり騒ぎ。

## 当代の吸血鬼報告
1970年代前半にハイゲイト墓地に棲息すると誤っていわれた吸血鬼については多くの幽霊に関する書籍に記載がある。その噂の蔓延は、今日においての都市伝説のよい見本である。それは、メディアとそれに続く書籍により、ショーン・マンチェスターとデイヴィツト・ファラントの2名に溯られた。学問的な追究は、民俗学者のビル・エリス教授により、雑誌「民族」にてされている。それによると、社会学的見地より当初の誤った事実とそれに続き、社会の関心がいかに噂と恣意的な選択と誇張、紋切り型に発展したかについて記載されている。

## 事の起こり
超常現象に興味を持った若者が1960年代後期に、当時は侵略者に荒らされ荒れ果て草木が生い茂った墓地を徘徊して話を広めた。話によると西暦1969年12月21日に仲間の一人、デイヴィット・ファラントが夜明かしをした。1970年2月6日の「ハムステッド・ハイゲイト速報」への信書によると、彼は1969年12月24日に墓地を通った際、超自然的な灰色の物体を一瞬目撃したので他に見た人がいるかを尋ねた。13日に墓地か隣接するスワインズ・レインにて各種の幽霊の棲息を示すいくつかの返答があった。これらによると、背の高い帽子をかぶる男性、幽霊の如き自転車乗り、門から覗く蒼白の顔面の女性、池を渡る物体、血の気の無い飛行物体、鳴り響く鈴、と呼び声であった。全くばらばらで一致する物は無かった。これらは不気味な場所についての、民族伝承の典型的な物である。

## 吸血鬼説
第二の地元の男、ショーン・マンチェスターはデイヴィット・ファラントが信じた物が墓地の超自然的な物であるか否かを確かめるのに力を注いでいた。1970年2月27日の「ハムステッド・ハイゲイト速報」に中世ワラキアの黒魔術を習得した貴族「非死の吸血鬼王」が18世紀始めにイングランドへ棺桶とともに運ばれ、従者により彼のために西のはずれに住居を購入したと信ずると報じた。彼は、その後ハイゲイト墓地となった所に埋葬され、マンチェスターが現代の悪魔崇拝者が彼を目覚めさせたという。そして、正しくは吸血鬼の体を磷付にし首をはね火あぶりにするべきであるが、非合法である。新聞の見出しは「旧血鬼はハイゲイトを闊歩するか」であった。
マンチェスター曰く「ワラキアの吸血鬼王」の話は、メディアの誇張であるというが、彼の1985年の書籍も欧州のどこかから名の知れぬ貴族の屍体が棺桶ごとハイゲイトに運ばれたと記載する。
マンチェスターの2月27日の話によると、その証拠は何も示せなかった。翌週、3月6日同じ新聞がデイヴィット・ファラントが墓場で何匹かの狐の屍体をみたが、不思議なことにどうして死んだかがそとからみてわからなかった、そしてこの話を聞いた時に、辻褄があった。後に、死狐には喉に傷があり、血が出ていたとの記載をした。
ファラントは見た物を確定するのをためらった。単に幽霊とか化け物としたり、ときに吸血鬼様としたりしたが、吸血鬼から離れられなかった。

## 1970年3月の大規模吸血鬼狩り
ファラントとマンチェスターがそれぞれ、自分は悪魔払いができるとして対決姿勢を高めるにつれ、話は大きくなった。マンチェスターが13日の金曜日に公式に吸血鬼狩りをすると仲間に宣言した。斯様な金曜日は、英米ともに迷信で不吉な日となっていて、メディアでは超常現象を扱うこととなっている。ITVが両人と他の目撃者の話を聞いた。これは、当日夕刻放送され、二時間のうちにロンドン内外から雲霞のごとく野次馬が警官の制止に関わらず施錠された墓地に押し寄せた。

## マンチェスターの悪魔祓いの言い分
後年、マンチェスターはその日の行動について記載している（「ハイゲイト吸血鬼1985年」、同「改訂二版1991年」による）。口述によると、彼と仲間は警官に付き添われること無く隣接する教会裏の壊れた塀から墓地に入り、気のふれた寝ぼけた少女にいわれたとおり一つの地下墓地の扉を開けようとした。しかし、びくともしなかったので屋根にある破れ穴から紐を伝って降りた。空の棺桶を探し、大蒜と聖水を捲いた。
数ヶ月後の8月1日のラマスデイに焼けこげた頭の無い女性の死体が地下墓所から遠くない所で見つかった。警察は、黒魔術に使われたとみた。この後暫くして、ファラントとマンチェスターの活動が活発となった。ある晩ファラントはハイゲイト墓地に隣接する教会の裏庭墓地で十字架と杭を持っているのを警官に見つかり、逮捕されたが起訴には至らなかった。
数日後日中の見学時間中にマンチェスターがハイゲイト墓地に戻った。警察官は新聞記者を従えずに行ったのでここでまた、彼の行動に就いては彼の本のみの出典である。彼と仲間は今回は件の扉を開けることができた。過去に、怪奇的に持ち込まれたと信じられる棺桶の巨大な蓋を持ち上げた。その中の死体に、まさに杭を打とうとする時仲間がやめさせた。嫌々ながら蓋を閉め、大蒜と香煙を撒いて出てきた。
その本の後の章では、三年後にハイゲイト付近の空き家の地下の倉で、同じ吸血鬼の屍骸を見つけ、その際には杭を打ち焼却したとの記載がある。
彼の話は、小説『吸血鬼ドラキュラ』の出来の悪い焼き直しである。夢遊病の少女、棺桶ごとイングランドに運ばれた吸血鬼、棺に棲む生き血を飲む牙と焼ける目のある屍骸、彼はヴァン・ヘルシング役である。もし彼がその通りに行動したならば、リンダ・デグの定義により民俗学者が言う所の「伝説旅行」の典型例である。これは、伝説の現実世界に於ける模倣であり、時に儀式的に悪戯、冒涜などをする。

## 後日談
1973年4月13日の金曜日に実際には起きなかった、手品師の決闘をファラントとマンチェスターが見に行くとの噂が人口に溯及した。ファラントは1974年にハイゲイト墓地の墓石と死体を損壊した罪で服役した。彼が言うには、自身ではなく悪魔経信者による悪戯と冒涜である。このふたつは、鮮明なハイゲイトの記憶として残った。1975年にはマンチェスターが有名な幽霊伝説の作者ピーター・アンダァウッドの編集の本の中でこれに触れている。ハイゲイト吸血鬼は超常現象を題材とする書籍、ネットワークの常連となった。
ファラントとマンチェスターの諍いはいまでも派手である。お互いに自身が有能な悪魔祓士で超常現象研究家であり、相手の言い分についてをあざける。ともに、超常現象の研究を続け、可能な限りの各種媒体で自身を売り込み相手を否定する。

## 詳細な文献
- Barlay, Nick. (July 10, 2004) The Times Zzzzz London;Z is for...;A-Z;London Life. Section: Features; Page 31.
- Ellis, Bill. 'The Highgate Cemetery Vampire Hunt', Folklore 104 (1993), 13-39. This journal can be read online via the JStor site.
- Ellis, Bill. Raising the Devil: Satanism, New Religions and the Media (University Press of Kentucky, 2000), 215-36.
- Ellis, Bill. (1993) Folklore The Highgate Cemetery vampire hunt: the Anglo-American connection in satanic cult lore. Volume 104; Issue 1/2; Page 13.
- Farrant, David. Beyond the Highgate Vampire (London: British Psychic and Occult Society, 1991).
- Financial Times (April 27, 1988) Observer: Missing Manchester Page 22.
- Holly, Donald H Jr; Cordy, Casey E; (Summer 2007) Journal of American Folklore What's In a Coin? Reading the Material Culture of Legend Tripping and Other Activities. Volume 120, Number 477, pp. 335-354.
- Manchester, Seán. The Highgate Vampire (London: British Occult Society, 1985; revised ed., London: Gothic Press, 1991).
- Manchester, Seán. The Vampire Hunter's Handbook (London: Gothic Press, 1997).
- Underwood, Peter. The Vampire's Bedside Companion (1975; revised ed., 1976).
- McKay, Sinclair. (May 6, 2006) The Daily Telegraph The loved ones of London Sinclair McKay is beguiled by an account of how the capital once dealt with its dead. Section: Books; Page 5.
- Melton, J. Gordon. The Vampire Book: The Encyclopedia of the Undead (Detroit, Washington and London, Visible Ink Press, 1994)
- Simpson, Jacqueline. (April 1, 2003) Folklore Raising the Devil: Satanism, New Religions, and the Media. Volume 114; Issue 1; Page 123.
- Van der Post, Lucia. (December 10, 1994) Financial Times How to Spend It: Too late to shop, but not to give - Some gifts need only a little thought. Page VII.